# Siwkowo
Siwkowo [ɕifˈkɔvɔ] (tiếng Đức: Heinrichshof)  là một khu định cư ở khu hành chính của Gmina Stargard, thuộc huyện Stargardzki, Zachodniopomorskie, ở phía tây bắc Ba Lan.